# Нехай диявол забере тебе
«Нехай диявол забере тебе» (індонезійська Sebelum Iblis Menjemput) — індонезійський фільм жахів 2018 року, написаний і режисером Тімо Тьяджанто. Історія розповідає про Алфі (Челсі Іслан), яка, намагаючись знайти відповіді на загадкову хворобу свого батька (Рей Сахетапі), відвідує його старий будинок і дізнається події з його минулого.
Фільм вийшов у міжнародний прокат на Netflix 9 серпня 2018 року, а прем'єра відбулася на 75-му Венеційському міжнародному кінофестивалі 3 вересня 2018 року. Продовження «Нехай диявол забере і вас» вийшло у 2020 році.

## Сюжет
Лесмана Віджая бере участь у сатанинському ритуалі, прагнучи здобути багатство. Його стрімкий злет до слави, трагічне самогубство першої дружини Інтан та шлюб з колишньою актрисою Лакшмі відображені у газетних вирізках. Згодом вони ж повідомляють про його фінансовий крах. Його донька Алфі, яка давно відійшла від батька, не схвалює його одруження з Лакшмі, проте не має претензій до своїх зведених братів і сестер — Рубена, Майї та Нари. Після тривалої розлуки вона дізнається, що Лесмана потрапив до лікарні з дивною, містичною хворобою і впав у кому. Там же Алфі чує про намір Лакшмі повернутися на занедбану родинну віллу у пошуках цінностей, де вона стикається з надприродними явищами.
На віллі Рубен, виконуючи наказ матері, відкриває запечатаний підвал, сподіваючись знайти там скарби. Натомість він випускає зловісну сутність, яка одночасно атакує Лесману в лікарні та вселяється у Лакшмі. Опинившись під її контролем, Лакшмі нападає на Майю. Алфі намагається відвезти Майю за допомогою, але та, охоплена мареннями, тікає в ліс. Там на неї нападає мати, однак Майї вдається її здолати, хоча вона й потрапляє під її вплив. Перебуваючи в стані одержимості, вона вбиває Лілі, дівчину Рубена, яка хотіла їй допомогти.
Тим часом Алфі та Рубен розкривають жахливу правду: Лесмана отримав своє багатство, жертвуючи душами близьких. Алфі згадує момент смерті матері і усвідомлює, що її загибель була не самогубством, а наслідком демонічного договору. Тим часом зловісна сутність продовжує тероризувати Алфі, Рубена та Нару.
Майя повертається на віллу і знаходить ляльки, зроблені з волосся кожного члена сім'ї. Незабаром сутність пропонує їй стати жрицею темних сил. Повністю підкорившись їй, Майя нападає на братів і сестер, намагаючись переконати Рубена приєднатися до неї, адже дияволу потрібні лише Алфі та Нара. Коли він відмовляється, вона вбиває його, розірвавши ляльку, зроблену з його волосся.
Алфі потрапляє в підвал, де стає свідком спогаду про те, як її батько зраджує і вбиває жрицю культу. Перед смертю вона вириває і ковтає пасмо його волосся, накладаючи прокляття, що спричинило його таємничу хворобу. Лесмана ховає тіло жриці під підлогою та запечатує кімнату. Саме туди прямує Майя, і Алфі розуміє, що її сестрою керує не вона, а жриця. Вона намагається достукатися до духу Майї, але та вже повністю злилася з сутністю. Жриця починає катувати Алфі, використовуючи ляльку, створену з її волосся. У відповідь Алфі спалює ляльку Майї, що призводить до її загибелі.
Алфі розкопує тіло жриці, щоб знищити пасмо волосся Лесмани, яке та проковтнула. У цей момент жриця намагається затягнути її під землю.
Алфі приходить до тями у болотяній ямі, зв'язана довгим волоссям. Вона звільняється, але не може вибратися. Коли вже майже втрачає надію, чує голос матері й бачить її руку. Вхопившись за неї, Алфі піднімається нагору, але з жахом усвідомлює, що це була рука Нари. Разом вони покидають віллу. Камера повільно охоплює інтер'єр будинку і зупиняється на темних дверях підвалу.

## Акторський склад
- Челсі Іслан у ролі Алфі Віджая: дочка Лесмани та Інтан, падчерка Лакшмі, зведена сестра Майї та Рубена, зведена сестра Нари.
  - Ніколь Россі в ролі молодої Алфі
- Певіта Пірс як Майя Віджая: донька Лакшмі, зведена сестра Алфі, старша сестра Рубена, зведена сестра Нари.
- Каріна Суванді в ролі Лакшмі Сурья: мачуха Алфі, друга дружина Лесмани, мати Майї, Рубена і Нари, колишня актриса.
- Рей Сахетапі — Лесмана Віджая: батько Ал
- фі та Нари, чоловік Інтан та Лакшмі, вітчим Майї та Рубена, підприємець, який уклав демонічний договір.
- Само Рафаель у ролі Рубена Віджая: зведений брат Алфі, син Лакшмі, брат Майї, зведений брат Нари.
- Рут Маріні в ролі Жриці
  - Даніель Екапурта — жриця-берсерк
- Хадіджа Шахаб у ролі Нара Віджая: Алфі, зведена сестра Майї та Рубена, дочка Лакшмі та Лесмани.
- Клара Бернадет — Лілі, дівчина Рубена.
- Кінаріосіх як Інтан Віджая: мати Алфі та перша дружина Лесмани, яку вбив Диявол.
- Абімана Арьясатья як голос Диявола

## Поширення
Фільм вийшов на Netflix 9 серпня 2018 року.

### Критичний прийом
На сайті Rotten Tomatoes фільм отримав 77 % позитивних відгуків на основі 13 рецензій.

## Продовження

### «Нехай диявол забере тебе: Розділ другий»
27 лютого 2020 року в кінотеатрах Індонезії було випущено продовження фільму під назвою «Нехай диявол забере і вас». Після цього відбувся цифровий реліз на Disney+ Hotstar. Пізніше він був випущений в США через Shudder.

### «Нехай диявол забере тебе: Розділ третій»
Тімо Тьяджанто оголосив, що «Нехай диявол забере тебе: Розділ третій» знаходиться в стадії розробки, додавши, що він уже подумав про те, яких персонажів він може розкрити глибше та досліджувати тему далі.